# Nosophora hypsalis
Nosophora hypsalis là một loài bướm đêm trong họ Crambidae.